# Desierto de Kaoko
El desierto de Kaoko, o de Kaokoveld , es un desierto de África que se extiende al norte del desierto del Namib, entre Namibia y Angola. La frontera con aquel desierto se establece en el río Uniab, aunque a veces se considera incluida en él, siendo entonces su parte septentrional. Es también una  ecorregión de la ecozona afrotropical, definida por WWF.
Esta ecorregión forma parte de la región denominada Desiertos del Namib, Karoo y Kaoko, incluida en la lista Global 200.

## Descripción
Es una ecorregión de desierto que ocupa una extensión de 45 700 km² a lo largo de la costa del norte de Namibia y el sur de Angola. Ocupa una franja de unos 100 km de anchura entre los 13° y los 21° S, desde la costa del océano Atlántico hasta el Gran Escarpe, donde comienzan las mesetas interiores de África austral.
Limita al norte con la sabana arbolada de miombo de Angola, al este con la sabana arbolada de Namibia y al sur con el desierto del Namib.
El desierto de Kaoko recibe menos de 100 mm anuales de precipitaciones, de las que más del 60 % se producen en forma de tormenta entre octubre y marzo.

## Flora

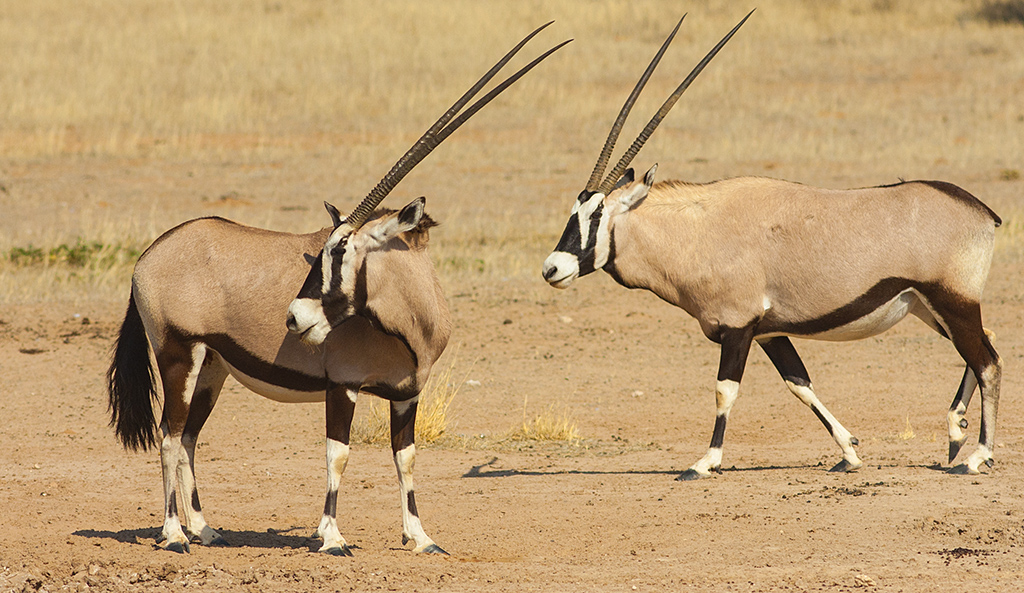
Oryx del Cabo (Oryx gazella) en el Desierto de Kaoko.

La mayor parte de la ecorregión está formada por campos de dunas desprovistos de vegetación. 
En el sur se encuentran ejemplares aislados de la barrilla Salsola nollothensis, Ectadium virgatum, la convolvulácea Merremia multisecta y la fabácea Indigofera cunenensis. Alrededor de las dunas hay praderas dispersas de Stipagrostis y Eragrostis. Hacia el este abunda la poácea Kaokochloa nigrirostris.
En la parte norte hay menos vegetación. Destaca el arbusto espinoso cucurbitáceo llamado nara (Acanthosicyos horrida), que retiene la arena y crea montículos de hasta dos metros de altura.
A lo largo de la costa, hay grandes extensiones de desierto pedregoso donde la única vegetación son los líquenes.
En las playas salinas crecen plantas halófitas: Salsola zeyheri, Sesuvium, Suaeda fruiticosa, Scirpus littoralis, Asthenatherum forskalii... 
En los sustratos rocosos crecen suculentas como Lithops ruschiorum, Sarcocaulon mossamedense y Othonna lasiocarpa.
En las zonas más húmedas, como los lechos de los ríos intermitentes, hay una mayor diversidad de plantas, como las suculentas de los géneros Salsola y Zygophyllum, y otras plantas como Faidherbia albida, Balanites welwitschii, Colophospermum mopane, Maerua schinzii, Odyssea paucinervis, Phragmites australis, Typha latifolia, Scirpus dioicus, Scirpus littoralis y Juncellus laevigatus.
Pero la planta que se destaca más en este desierto es de la ecorregión es Welwitschia mirabilis, una de las plantas más raras del mundo.

## Fauna

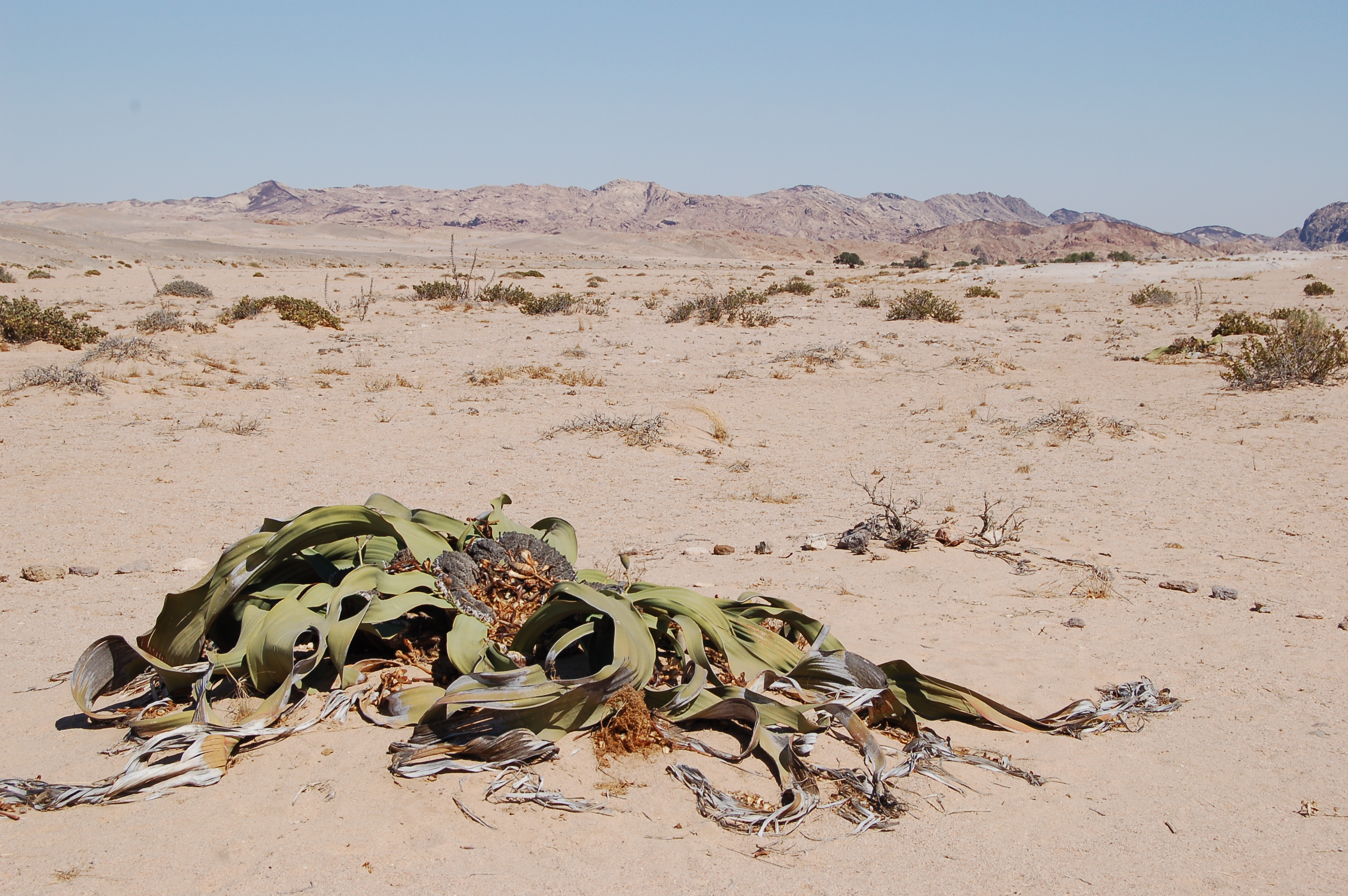
Welwitschia mirabilis

Entre los animales que se aventuran en el desierto destacan el elefante (Loxodonta africana), el rinoceronte negro (Diceros bicornis) y la jirafa (Giraffa camelopardalis). También están presentes la cebra de Hartmann (Equus zebra hartmannae), el gran kudú (Tragelaphus strepsiceros), el springbok (Antidorcas marsupialis), el órix del Cabo (Oryx gazella), el dik-dik de Kirk (Madoqua kirkii), el impala (Aepyceros melampus petersi), el león (Panthera leo), el guepardo (Acinonyx jubatus), el zorro orejudo (Otocyon megalotis), el zorro del Cabo (Vulpes chama), la hiena parda (Parahyaena brunnea) y el chacal de gualdrapas (Canis mesomelas). Tres especies más específicas del desierto son la mangosta negra (Galerella flavescens), el jerbo Gerbillurus setzeri y el murciélago Myotis seabrai.
229 especies de aves habitan en la ecorregión, la mayor parte restringidas a las zonas más húmedas. Entre las más adaptadas al desierto destacan la alondra de Gray (Ammomanes grayi), el sisón de Damaraland (Eupodotis rueppellii) y la alondra de Benguela (Certhilauda benguelensis).

## Endemismos
La planta Welwitschia mirabilis es endémica de esta ecorregión. Otras plantas endémicas son Kaokochloa, Barleria solitaria, Indigofera cunensis, Merremia multisecta y Stipagrostis ramulosa.
Entre las aves, la astrild cenicienta (Estrilda thomensis) es endémica; sólo se encuentra en el valle del Kunene.
De las 63 especies de reptiles registradas en la ecorregión, ocho son endémicas: dos lagartos, tres gecos y tres escincos.
- Pedioplania benguellensis, un lagarto muy rápido
- Palmatogecko vanzeyli, un geco de mediano tamaño con la cabeza grande y unos ojos inmensos

Dos de las nueve especies de arañas presentes en el desierto de Kaoko son endémicas, y presentan especializaciones que les permiten sobrevivir en las dunas. También dos de las cuatro especies de solífugos y tres de las trece de escorpiones son endémicas. El solífugo Ceroma inerme se alimenta en la zona intermareal.

## Estado de conservación
En peligro crítico. Las principales amenazas para la ecorregión son la caza furtiva y la popularidad del turismo en todo-terreno.

## Protección
Un porcentaje elevado de la ecorregión se encuentra protegido.
- En Namibia:
  - Parque Nacional de la Costa de los Esqueletos
- En Angola:
  - Reserva Parcial de Mocamedes
  - Parque Nacional de Iona